# John McCormack (pugile)
John McCormack (Glasgow, 9 gennaio 1935 – Paisley, 23 maggio 2014) è stato un pugile britannico.

## Palmarès
- Giochi olimpici

Melbourne 1956: bronzo nei pesi superwelter.